# Walter Kaul

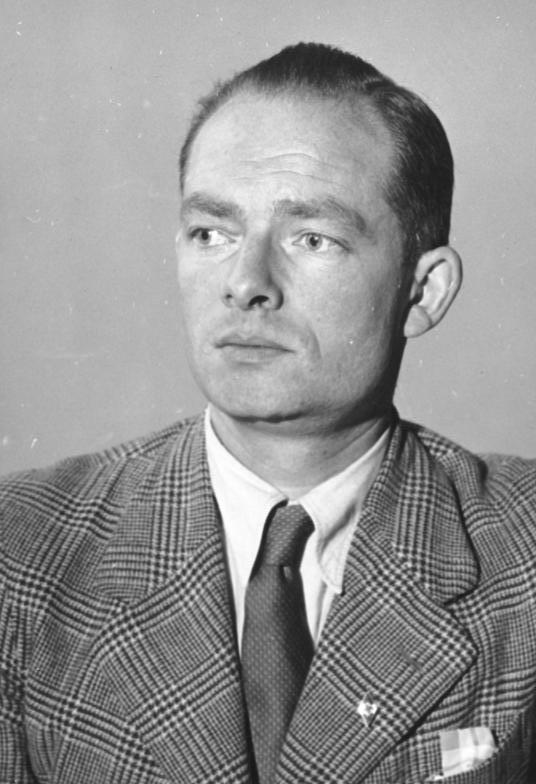
Walter Kaul (1933)

Walter Kaul (* 30. Januar 1903 in Naumburg (Saale); † 26. Juni 1967 in Berlin) war ein deutscher Politiker (NSDAP). Er amtierte unter anderem als stellvertretender Reichsjugendführer der NSDAP.

## Leben und Wirken
Nach dem Besuch der Oberrealschule in Fulda und des Reformrealgymnasiums in Naumburg schloss Walter Kaul sich im Anschluss an die Novemberrevolution von 1918 einer konterrevolutionären Einwohnerwehr an. Anschließend nahm er als Angehöriger eines Freikorps an der Bekämpfung der Revolutionäre im mitteldeutschen Aufstandsgebiet teil.
In den Jahren 1921/1922 durchlief Kaul seine Lehrzeit als Industriearbeiter. Anschließend studierte er an der Technischen Hochschule Hannover und verdiente seinen Lebensunterhalt als Landarbeiter. 1923 trat er in das Artillerie-Regiment 5 der Reichswehr ein, aus dem er im Herbst 1932 seinen Abschied mit dem Charakter eines Hauptmanns nahm.
Nach seinem Ausscheiden aus der Reichswehr trat Kaul 1932 in die HJ ein. Der NSDAP schloss Kaul sich zum 1. März 1933 an (Mitgliedsnummer 1.429.257).
Von 1933 bis 1934 amtierte Kaul als Stabsführer der Reichsjugendführung und war dabei gleichzeitig Stellvertreter des Reichsjugendführers Baldur von Schirach. 1934 erhielt Kaul in der HJ den Rang eines Gebietsführers. Noch im selben Jahr schied er aus dem Führungsstab der HJ aus. Sein Nachfolger als Stabsführer wurde Karl Nabersberg.
Von November 1933 bis zum März 1936 saß Kaul als Abgeordneter für den Wahlkreis 30 (Chemnitz-Zwickau) im nationalsozialistischen Reichstag. Bei der Reichstagswahl vom 29. März 1936 kandidierte Kaul erneut – in der Wahlliste figurierte er als Hauptmann a. D. in Tegernsee – erhielt aber kein Mandat mehr.
1935 wurde Kaul wegen Devisenvergehens zu einer kurzzeitigen Haftstrafe verurteilt.